# Аккум (Жалагаський район)
Аккум (каз. Аққұм) — село у складі Жалагаського району Кизилординської області Казахстану. Адміністративний центр та єдиний населений пункт Аккумського сільського округу.
Населення — 1961 особа (2021; 2158 у 2009, 2200 у 1999, 2166 у 1989).